# Glaphyria flavidalis
Glaphyria flavidalis là một loài bướm đêm trong họ Crambidae.